# Corrado Passera
Corrado Passera (Como, 30 dicembre 1954) è un banchiere, dirigente d'azienda e politico italiano. È stato ministro dello sviluppo economico e delle infrastrutture e dei trasporti dal 16 novembre 2011 al 28 aprile 2013, durante il governo Monti.

## Biografia
Passera è nato a Como il 30 dicembre 1954, in una famiglia di piccoli imprenditori. Si è diplomato al Liceo classico Alessandro Volta della sua città natale.
Nel 1977 ha conseguito la laurea in economia aziendale all’Università commerciale Luigi Bocconi di Milano, iniziando la sua carriera professionale come manager in Olivetti. Nel 1980 ha conseguito un master in Business Administration presso la Wharton School dell'Università della Pennsylvania, negli Stati Uniti.

### Vita privata
È stato spostato con Cecilia Canepa, con cui ha avuto i primi due figli, Sofia e Luigi. Si è risposato nel 2011 con l’attuale moglie Giovanna Salza, esperta di comunicazione d'impresa e imprenditrice nel settore delle cliniche veterinarie, con cui ha avuto tre figli, Luce, Giovanni ed Eugenia.

## Carriera professionale

### Dall'Olivetti all'Ambroveneto
Dal 1980 al 1985 ha lavorato per la società di consulenza McKinsey, occupandosi in Italia e all’estero di riorganizzazione e rilancio di aziende bancarie, assicurative e di servizi. Si è poi trasferito in CIR, allora holding del Gruppo De Benedetti, per ricoprire prima il ruolo di assistente dell’amministratore delegato e, successivamente, quello di direttore generale, tra il 1988 e il 1990. In quegli anni segue progetti in campo finanziario, tra cui la costituzione di un nuovo azionariato di riferimento al Credito Romagnolo, società in cui ha ricoperto la carica di vice presidente dal 1987 al 1995.
Nel biennio 1991-1992 ha maturato esperienza anche nel mondo dell’editoria, prima come direttore generale del Gruppo Mondadori e, successivamente, come vicepresidente e amministratore delegato dell’Editoriale L’Espresso-Repubblica, gruppo che porterà alla quotazione in Borsa.
Nel 1992 è diventato co-amministratore delegato del Gruppo Olivetti, società in quegli anni in profonda crisi, dove si è occupato della razionalizzazione delle attività e del conseguente ingresso nel settore delle telecomunicazioni, che ha portato alla costituzione di Omnitel (oggi Vodafone) e Infostrada.
Nel 1996 viene nominato amministratore delegato e direttore generale del Banco Ambroveneto, dove l’anno successivo gestisce l’operazione di consolidamento bancario con Cariplo, che porta alla nascita di Banca Intesa.

### Dalle Poste a Intesa Sanpaolo
Nel febbraio 1998 il Ministero del tesoro,
con Carlo Azeglio Ciampi ministro del governo Prodi, lo ha nominato amministratore delegato di Poste italiane, con l’incarico di risanare l’azienda all'epoca in grave crisi. Sotto la sua amministrazione è stato approvato il piano d'impresa 1998-2002, che oltre ad una ripresa degli investimenti ha previsto anche il taglio di oltre 20 000 posti di lavoro considerati in esubero, è stata riorganizzata l’offerta logistica e promosso l’ingresso nel settore dei servizi finanziari attraverso la costituzione di Bancoposta e Poste Vita, portando nel 2002 al risanamento economico dell’azienda, con il primo utile di bilancio.
Nello stesso anno Passera ha lasciato l'incarico in Poste Italiane per torna nel mondo del credito come amministratore delegato di Banca Intesa. Durante il suo mandato si è occupato inizialmente di rilanciare la banca attraverso un piano industriale triennale che prevedeva una riorganizzazione operativa, una rimodulazione dell’offerta, una razionalizzazione dei costi e una ridefinizione della rete italiana ed estera. Nell'estate 2006 ha gestito la fusione tra Banca Intesa e Sanpaolo IMI che ha dato vita a Intesa Sanpaolo, banca in cui ha ricoperto il ruolo di consigliere e amministratore delegato fino al 2011, mentre l’anno successivo ha promosso la costituzione di Banca Prossima, banca del Terzo Settore dedicata all’impresa sociale.
Nel 2008 è stato advisor dell'operazione di salvataggio di Alitalia, per poi essere parte della cordata di imprenditori Cai (Compagnia Aerea Italiana), presieduta da Roberto Colaninno e Rocco Sabelli, finalizzata all'acquisto della stessa compagnia di bandiera, a seguito della rottura delle trattative con Air France.
Nel 2010 ha costituito Encyclomedia Publishers, un progetto editoriale con Umberto Eco per la produzione della prima Storia della Civiltà Europea ideata per i nuovi media digitali, con fini sia didattici che di aggiornamento culturale diffuso. Il progetto è stato presentato anche all’ONU nel 2013 e si è completato per la parte contenutistica nell’inverno 2015.

### Nascita di illimity
Il 18 gennaio 2018 Passera ha fondato "Spaxs", una società SPAC attiva nel settore finanziario. A seguito della fusione con Banca Interprovinciale del settembre successivo, ha quindi dato vita ad illimity, un gruppo bancario dedicato alle piccole e medie imprese con potenziale, quotato nel segmento STAR di Borsa Italiana da settembre 2020.

## Attività politica

### Ministro dello sviluppo economico, delle infrastrutture e dei trasporti

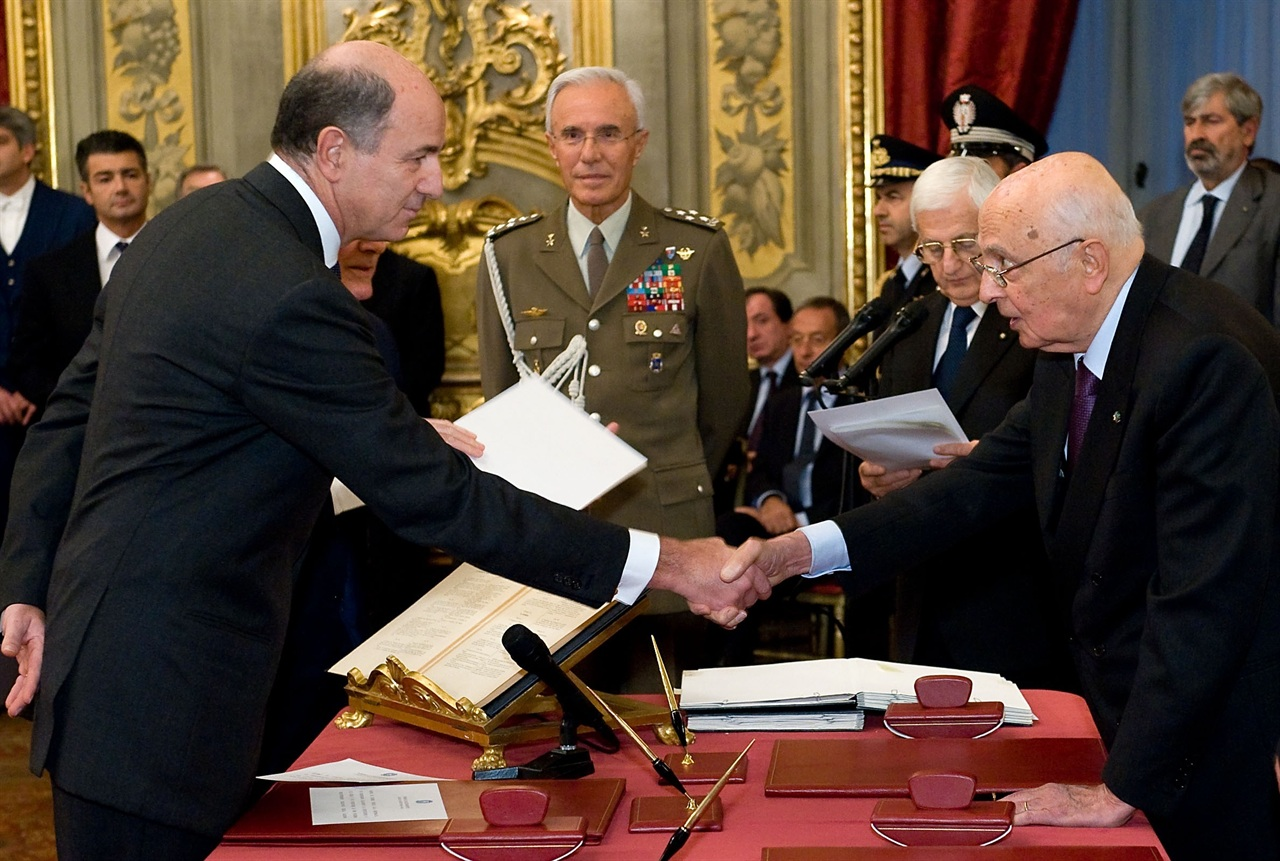
16 novembre 2011 - Corrado Passera presta giuramento da Ministro per lo Sviluppo Economico e delle Infrastrutture e Trasporti del Governo Monti al Quirinale davanti al Presidente della repubblica Giorgio Napolitano.

Con la nascita del governo tecnico guidato dal neo-senatore a vita Mario Monti, il 16 novembre 2011 Corrado Passera ha giurato nelle mani del Presidente della Repubblica Giorgio Napolitano come Ministro dello sviluppo economico e Ministro delle infrastrutture e dei trasporti nel governo Monti, incarichi che ha mantenuto fino alla fine dell'esecutivo, il 28 aprile 2013. Lo stesso giorno, immediatamente dopo la cerimonia di giuramento, una nota di Intesa Sanpaolo ha comunicato l'uscita di Passera dal Gruppo. Lo stesso Corrado Passera, in un intervento pubblicato sul Corriere della Sera, affermava inoltre di aver venduto tutte le sue azioni Intesa Sanpaolo "pur non avendo alcun obbligo di farlo".
Il 7 gennaio 2013, in vista delle prossime elezioni politiche, ha dichiarato di non volersi ricandidare in Parlamento, nonostante avesse dato la disponibilità, perché rimasto deluso sia dall'agenda programmatica che dalla composizione della coalizione Con Monti per l'Italia con l'UdC di Pier Ferdinando Casini e Futuro e Libertà di Gianfranco Fini.

#### Operato da Ministro
Nel corso del suo mandato si è concentrato in particolare su:
- una nuova strategia energetica nazionale;[37]
- lo sblocco e il finanziamento per circa 50 miliardi di cantieri infrastrutturali;[38]
- l’avvio del pagamento dei debiti commerciali scaduti della PA[39][40] (solo in parte gestiti, con lo sblocco di 20 miliardi nel 2013);[41][42]
- il riordino degli incentivi per 600 milioni e bonus per le ristrutturazioni edilizie;[43]
- una nuova normativa sulle Startup innovative;[44]
- la liberalizzazione del mercato del gas,[45] del commercio e del credito (minibond);[46][47]
- una maggiore concorrenza nel mercato assicurativo.[48]

Alla guida del Mise e del Mit si è ritrovato ad affrontare 141 vertenze industriali, ancora aperte dal precedente governo Berlusconi. Tuttavia, come hanno fatto notare diverse parti, dato il suo profilo finanziario, Passera non aveva particolare esperienza in materia d'industria, infrastrutture e trasporti. Inoltre, all'interno di un articolo de L'Espresso si fa riferimento a come il ministro fosse più interessato a promuovere se stesso che non il rilancio del Paese: "da Fincantieri alla Vinyls, dall’Omsa ad Agile Eutelia, da Alenia alla FIAT hanno lamentato di non averlo visto, mentre la sarda Alcoa, tramite il sindacalista Rino Barca, afferma di averlo incontrato al ministero una volta (...) per un quarto d’ora, facendo trasparire che non amasse le grandi vertenze sindacali essendo cariche di forti tensioni sociali".

### Italia Unica

#### Fondazione del partito

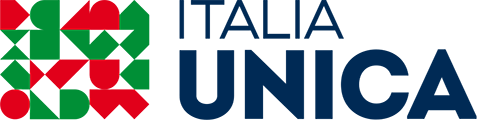
Simbolo di Italia Unica

Il 23 febbraio 2014 Corrado Passera ha fondato il movimento politico "Italia Unica", con la presentazione di un piano di oltre 400 miliardi che secondo lui avrebbe dovuto "rimettere in moto l'economia del Paese".
Il 14 giugno dello stesso anno ha lanciato ufficialmente il "cantiere" e il 31 gennaio 2015 si è svolta a Roma l'assemblea fondativa vera e propria di Italia Unica.

#### Candidatura a sindaco di Milano
Il 6 giugno 2015, al termine della riunione della direzione nazionale di Italia Unica a Milano, Passera ha annunciato la sua intenzione di candidarsi a sindaco di Milano in vista delle elezioni amministrative dell'anno seguente, con l'obiettivo di mettere la sua città in condizione di competere con le metropoli europee più dinamiche, e ponendo la sicurezza come uno dei temi principali della campagna elettorale. Tuttavia, il 9 aprile 2016 si è ritirato dalla corsa a sindaco, annunciando al contempo il suo appoggio al candidato ufficiale della coalizione di centro-destra, l'ex direttore generale di Confindustria Stefano Parisi (il quale perderà la competizione elettorale contro il rivale di centro-sinistra Giuseppe Sala).

#### Scioglimento del partito
Il 30 settembre 2016 l'Assemblea Nazionale di Italia Unica ha deliberato lo scioglimento del partito, invitando gli iscritti a "continuare nell'impegno per un Paese migliore", cominciando dal "No" al referendum costituzionale sulla riforma Renzi-Boschi.

## Altri incarichi
Tra gli altri incarichi ricoperti negli anni da Corrado Passera:
- Membro del Consiglio di Amministrazione dell'Università Bocconi[57][58] e della Fondazione Teatro alla Scala.[59][60]
- Membro del Consiglio di Amministrazione di Finmeccanica[61] e Crédit Agricole a Parigi.[62]
- Consigliere e membro del Comitato Esecutivo dell'Associazione bancaria italiana.[60][63]
- Membro dell'International Advisory Board di McKinsey & Company, della Wharton School of Philadelphia[60][64] e della Scuola Normale di Pisa.[58]
- Membro del Board dell'International Institute of Finance di Washington.[65]
- Membro del Consiglio Generale della Fondazione Giorgio Cini di Venezia.[60][66]
- Componente dell'International Business Council e membro dei Global Agenda Council del Forum economico mondiale.[58]
- Dal 22 febbraio 2019 è presidente della Fondazione Accademia Internazionale di Imola – “Incontri col Maestro”.[67]

## Procedimenti giudiziari
- Operazione finanzia di Biverbanca. Nel giugno 2012 Passera è stato iscritto nel registro degli indagati dalla procura di Biella per reati di natura fiscale risalenti al 2006.[68] Il 17 ottobre 2013 il Tribunale di Biella ha archiviato l'inchiesta, con il provvedimento che stabilisce come la notizia del reato sia "del tutto infondata".[69]
- Prodotti finanziari di Banca Intesa. Nel gennaio 2014 è stato iscritto nel registro degli indagati dalla procura di Trani per truffa pluriaggravata per fatti avvenuti tra il 2004 e il 2008 su una serie di strumenti finanziari collocati sul mercato da Banca Intesa, di cui all'epoca era l'amministratore delegato.[70] Il 21 novembre 2017 è stato assolto "per non aver commesso il fatto".[71]
- Amianto all'Olivetti. Il 25 settembre 2014 è stato iscritto nel registro degli indagati, insieme con componenti della famiglia De Benedetti, per le morti d'amianto della Olivetti di cui è stato consigliere di amministrazione e amministratore delegato dal 1990 al 1996.[72] Il 5 ottobre 2015 è stato rinviato a giudizio insieme con altre 16 persone, tra cui Carlo De Benedetti e Roberto Colaninno.[73] Il 18 luglio 2016 è stato condannato in primo grado a un anno e undici mesi,[74] sentenza ribaltata due anni dopo dalla corte d'appello di Torino che lo ha "assolto perché il fatto non sussiste".[75]

## Onorificenze e riconoscimenti
Ha ricevuto la Laurea honoris causa in Ingegneria gestionale dal Politecnico di Bari e il Master Honoris Causa in International Business presso la MIB School of Management di Trieste.